# Desa Citarik (administrativ by i Indonesien, lat -7,00, long 106,58)
Desa Citarik är en administrativ by i Indonesien.   Den ligger i provinsen Jawa Barat, i den västra delen av landet, 90 km söder om huvudstaden Jakarta.